# 둔촌동
둔촌동(遁村洞)은 대한민국 서울특별시 강동구에 위치한 법정동이다.

## 개요
광주 이씨의 시조 중 하나이며 문장과 절개로 유명한 이집이 어릴 적부터 거주한 사실이 있었으므로, 그의 호를 따서 둔촌동이라는 이름을 지었다.
본래 일자산과 그 주변의 마을로 구성된 지역이었고, 1914년 약수터, 굴바위, 안둔굴, 밖둔굴 등 마을을 광주군 구천면 둔촌리로 병합하였다. 1963년 1월 1일 서울특별시의 행정 구역 확장에 따라 서울특별시 성동구에 편입되면서 둔촌동으로 바뀌었고, 1975년 10월 1일 강남구 관할이 되었고, 1979년 10월 1일 강동구 관할이 되었다.
둔촌주공아파트 재건축으로 제1동은 주민이 줄어 재건축 완료 전까지 제2동 주민센터 2층을 주민센터로 사용한다.

## 행정동
| 법정동 | 행정동    |
| ------ | --------- |
| 둔촌동 | 둔촌제1동 |
| 둔촌동 | 둔촌제2동 |

## 주요 시설
- 둔촌동 습지
- 서울보훈병원
- 일자산공원

## 교통
- ● 수도권 전철 5호선
  - 둔촌동역
- ● 서울 지하철 9호선
  - 둔촌오륜역 - 중앙보훈병원역

## 교육
- 서울둔촌초등학교
- 서울선린초등학교
- 서울위례초등학교
- 서울한산초등학교
- 둔촌중학교
- 한산중학교
- 동북중학교
- 동북고등학교
- 둔촌고등학교

## 아파트
| 단지명                 | 건설사                                  | 시행사                                | 주소                                                       | 입주        | 비고            |
| ---------------------- | --------------------------------------- | ------------------------------------- | ---------------------------------------------------------- | ----------- | --------------- |
| 둔촌 올림픽파크 포레온 | 현대건설 대우건설 현대산업개발 롯데건설 | 둔촌주공아파트 주택재건축정비사업조합 | 강동구 양재대로 1300 강동구 양재대로 1340 강동구 명일로 80 | 2024년 11월 | 둔촌주공 재건축 |